# Tommaso Stenico
Tommaso Stenico (* 21. Januar 1947 in Borgo Valsugana, Provinz Trient, Italien) ist ein römisch-katholischer Priester, Hochschullehrer, Autor und ehemaliger Kurienprälat.

## Leben
Nach seiner Schulausbildung studierte Stenico Katholische Theologie.  Am 18. März 1971, nach seinem Studienabschluss, empfing er das Sakrament der Priesterweihe. 1972 promovierte er an der Päpstlichen Universität Heiliger Thomas von Aquin zum Dr. theol. und erlangte 1976 zudem einen Doktortitel im Psychopädagogik an der Universität La Sapienza.  In der Zeit von seiner Ordination bis 1978 war er als Seelsorger tätig.  Nebenbei arbeitete er als Religionslehrer in den staatlichen Schulen bis 1981. 1978 bis 1994 war er Vorsitzender des bistumseigenen Institut für Religionswissenschaften.
Am 1. Januar 1981 begann er seinen Dienst an der römischen Kurie und wurde später Mitarbeiter der Kongregation für den Klerus. Papst Johannes Paul II. verlieh ihm den Titel Ehrenprälat Seiner Heiligkeit. Darüber hinaus ist er Magistralkaplan des Souveränen Malteser-Ritterordens sowie Kommandant des Ritterordens vom Heiligen Grab zu Jerusalem. Stenico veröffentlichte als Theologe und Herausgeber mehrere Werke, darunter Il Concilio Vaticano II: Carisma e Profezia. Stenico war unter anderem für die Internetseite Petrus verantwortlich.
Anfang Oktober 2007 geriet Stenico in die internationale Medienberichterstattung. In einer italienischen Fernsehsendung im Oktober 2007 erklärte Stenico, dass er sich bei Sex mit anderen Männern nicht schuldig fühle. Trotz Unkenntlichmachung seines Gesichtes wurde er im Anschluss an die Ausstrahlung identifiziert.  Daraufhin leiteten die Justizbehörden des Papstes eine Untersuchung ein; Stenico wurde vorerst von seinem Amt suspendiert und seine Internetseite Petrus vom Netz genommen. Stenico erklärte einige Tage nach der Fernsehsendung, dass er nicht schwul sei und in der Fernsehsendung „in eine Falle gelockt worden sei“.
In seiner weiteren Stellungnahme führt Stenico aus, dass er an einem Buch über Homosexualität und katholische Priester schreibe und hierzu heimlich Ermittlungen betrieben habe. Dabei wollte er laut eigenen Angaben untersuchen, „ob es eine Schaltzentrale gibt ... eine Strategie“.  In seinen Vermutungen über einen „gegenwärtige[n] offensichtliche[n] und offene[n] Angriff gegen die Kirche“ will er sich bestätigt sehen: „Es gibt wirklich einen teuflischen Plan von Satanistengruppen, die es auf Priester abgesehen haben.“

## Werke (Auswahl)
- La preghiera in San Paolo, Edizioni Tipografia Strabioli, Bracciano (Rom) 1976
- Vivere la fede in Famiglia. Itinerari di pastorale catechistica, Edizioni Paoline fsp, Rom, 1980
- Sinossi dei documenti ecclesiali sulla catechesi: 1970-1979, in La catechesi negli anni 80, Centro Catechistico Paolino, Rom, 1981
- Dall'Atlantico agli Urali nel segno di Cristo. L'Europa vista da Giovanni Paolo II, Edizioni Synopsis, Genf 1991.
- Laici nella Chiesa protagonisti e corresponsabili, Edizioni Paoline, Mailand, 1992
- La sollecitudine di Giovanni Paolo II per il Libano, Edizioni Vivere In, Rom 1992
- Un dono per oggi: Il Catechismo della Chiesa Cattolica. Riflessioni per l'accoglienza, Edizioni Paoline fsp, Mailand 1993 [2. Ausgabe]
- Il Sacerdozio ministeriale nel Magistero Ecclesiastico (Documenti 1908-1993), Libreria Editrice Vaticana, 1993
- Famiglia per vocazione, Edizioni Dehoniane Roma, 1994
- La fede celebrata: dal Catechismo della Chiesa Cattolica alla catechesi liturgico-sacramentale, Edizioni San Paolo, 1994.
- Conoscersi, conoscere, aiutarsi, Edizioni Vivere In, Rom, 1995
- Il presbitero: vita e ministero, Sinossi, Libreria Editrice Vaticana, 1995
- Catechisti per vocazione, Edizioni Dehoniane Roma, 1996
- Famiglia luogo di orientamento vocazionale, Edizioni Dehoniane Roma, 1997
- Fate questo in memoria di me, Omelie di Giovanni Paolo II in Coena Domini e del Corpus Domini: Guida per le celebrazioni, Libreria Editrice Vaticana, 1997
- Il Concilio Vaticano II carisma e profezia, Libreria Editrice Vaticana, 1997
- Evangelizzazione e catechesi nella missione della Chiesa. Sinossi, LEV 1998
- L'Omelia: Parola e comunicazione, Libreria Editrice Vaticana, 1998
- Evangelizzazione e catechesi: ripartire dai presbiteri, EDI V 2000, Rom 1998
- Evangelizzazione, Catechesi, Catechisti: Una nuova tappa per la Chiesa del Terzo Millennio, Libreria Editrice Vaticana, 1999
- Dio, Padre di misericordia, EDI V 2000, Rom 1999
- Il Giubileo dei Presbiteri, Libreria Editrice Vaticana, 2000
- Il Giubileo dei Catechisti, Libreria Editrice Vaticana, 2000
- Guida allo studio del Direttorio Generale per la Catechesi, Libreria Ed. Vaticana, 2000
- Dizionario dei termini catechistici del Direttorio Generale per la Catechesi, Libreria Editrice Vaticana, 2000
- Giovanni Paolo II e i Grandi della Terra (a cura), La Biblioteca, Florenz, 2001
- La parrocchia focolare di catechesi e il ministero catechistico del Parroco, Libreria Editrice Vaticana, 2001
- Era mediatica e nuova evangelizzazione, Libreria Editrice Vaticana, 2001
- Rosarium Virginis Mariae, Edizioni Gangemi-Iter Mundi, 2003
- Dizionario dei Termini per il ministero e la vita dei presbiteri nei documenti ufficiali della Congregazione per il Clero, Libreria Editrice Vaticana, 2003
- Giovanni Paolo II, padre dell'Europa, Editrice Shalom, 2003
- Le Lettere Encicliche di Giovanni Paolo II, Munus/ABM, Rom 2004
- Anno Eucaristico: un pensiero al giorno, Editrice Shalom, 2004
- Dizionario dei Termini delle comunicazioni sociali, Editrice Shalom, 2004
- Las Enciclicas de Juan Pablo II, Anaya, Madrid, 2005
- Io credo: piccolo catechismo cattolico, Editrice Shalom, 2005
- Giovanni Paolo II: un pensiero al giorno,  Editrice Shalom, 2005
- Benedetto XVI, parola e immagini del I° anno di pontificato, Editrice Shalom, 2006
- Cari sacerdoti; Omelie di Benedetto XVI ai presbiteri, Rom, 2006